# Oruza narabuta
Oruza narabuta är en fjärilsart som beskrevs av Holloway 1979. Oruza narabuta ingår i släktet Oruza och familjen nattflyn. Inga underarter finns listade i Catalogue of Life.